# Roland (Piccinni)
Roland là vở opera lyrique tragédie 3 màn của nhà soạn nhạc người Ý Niccolò Piccinni. Lời của vở opera này được viết bởi Jean-François Marmontel, người đã chỉnh lại lời của Philippe Quinault viết cho Jean-Baptiste Lully vào năm 1685 để có lời của tác phẩm. Vở opera được trình diễn lần đầu tiên tại Nhà hát du Palais-Royal vào ngày 27 tháng 1 năm 1778. Nó được biểu diễn khi cuộc chiến giữa những người ủng hộ và phản đối những cải cách mà Christoph Willibald Gluck đưa ra.